# Belas Clube de Campo
O Belas Clube de Campo é um empreendimento de golfe e residencial, concebido pelo empresário André Jordan.
Localizado na periferia de Lisboa, no concelho de Sintra. Tem um campo de golfe desenhado por Rocky Roquemore. 
A fauna e flora no Belas Clube de Campo foram alvo de um levantamento exaustivo e o ecossistema é alvo de diversas medidas de conservação e protecção. Em 2011, a revista National Geographic incluiu o Belas Clube de Campo entre os 10 campos de golfe do Mundo com a melhor prática de gestão ambiental, em particular em matéria de utilização dos recursos hídricos.